# 踢猫效应
踢貓效應（英語：Kick the cat）也稱為踢狗效應（kick the dog），是一種隐喻，描述在組織或是家庭中位階較高的人，可能會藉由責罰位階較低的人來轉移其挫折或不滿，而位階較低的人也會以類似的方式將挫折發泄給位階更低的人，因此產生了連鎖反應。
舉例來說，爸爸在公司被老闆責罵，因此回家後罵小孩，小孩不開心，於是去踢貓。

## 由來
此一詞語至少在十九世紀時就已經使用。根據作者John Bradshaw的說法，當時的人們對其他動物比較殘忍，甚至像踢貓這種事也是件平常的事，因此出現在日常用語中。以其名稱來看，踢猫效应就好比是一個憤怒或是受挫的上班族下班回到家中，想要設法發洩其怒氣，但放眼看去只看到貓可以當出氣筒，因此最後以踢貓來發洩其情緒，即使貓和上班族的受挫一點關係都沒有。

## 職場動力學或家庭動力學
踢猫效应常用來描述員工用責罵同仁或部屬來發洩壓力，而且可能會造成連鎖反應．高階的主管責罵較低階的部屬，而這些部屬會再責罵更低階的部屬……。這類的骨牌效應也出現在家庭中，例如爸爸對媽媽發脾氣，媽媽對較大的小孩發脾氣，較大的小孩對其弟弟妹妹發脾氣，最後弟弟妹妹把氣出在寵物身上。
若在等級制度的每個個體都在受到責備時，不分青紅皂白的責備其直屬部屬，責備人可能就會造成踢猫效应，而且會往下傳播到最底層。2009年的實驗發現責備甚至會影響不相關的旁觀者。

## 心理學理論
依照《Psychology Today》「生命中部份的生氣及挫折可能會讓我們罵無辜的人（或寵物）。」這種表現可以稱為「轉向攻擊」（displaced aggression）。
踢猫效应是不好的，視為是一種憤怒管理不良的現象。依照作者Steve Sonderman的說法：「男人藉由生氣宣洩90%的情緒」，而踢猫效应可能是轉移喪慟、焦慮或其他情緒的方式。心理學作者Raj Persaud建議將踢猫效应視為心理宣洩的方式，因為這些人害怕向同事或同儕发泄所有的情緒。

## 参阅
- 霸凌
- 心理投射